# Sonic & All-Stars Racing Transformed
Sonic & All-Stars Racing Transformed es un videojuego de carreras desarrollado por Sumo Digital. Es la secuela del juego de 2010 titulado Sonic & Sega All-Stars Racing. El juego fue publicado por Sega para Microsoft Windows, Nintendo 3DS, Wii U, PlayStation 3, PlayStation Vita y Xbox 360 para el lanzamiento del 16 de noviembre de 2012 en Europa y 20 de noviembre de 2012 en América del Norte.

## Modo de juego
Al igual que su predecesor, el juego es al estilo de carrera de karts protagonizado por Sonic, la mascota de Sega, en el que los jugadores compiten entre sí utilizando personajes de diferentes franquicias de Sega, aunque cuenta con muchas nuevas mecánicas y mejoras desde el último juego. La nueva mecánica más notable es que los vehículos ahora tienen la capacidad de transformarse en vehículos marítimos y aéreos basados en una carrera, la cual se realiza automáticamente por la conducción a través de puertas de transformación. Algunas pistas de carreras se transformarán cuándo los corredores las atraviesen. Por ejemplo, una pista cuenta con una de las criaturas titulares de Panzer Dragoon que destruye un puente, obligando a los jugadores a continuar con la carrera en el aire o caer en el río.
El modo de coche se maneja de manera similar al juego anterior en el que los jugadores pueden ganar impulso a la deriva y realizar trucos en el aire. El modo de la navegación de los vehículos cuenta con verdadera física del canotaje, que requiere a los jugadores a considerar la turbulencia del agua y el uso de ondas especialmente grandes para saltar en el aire y realizar acrobacias para recibir aumentos de velocidad. Por último, el modo aéreo cuenta con la dinámica de vuelo sencillo e intuitivo, ascendente disminuye jugadores abajo al descender la velocidad para arriba. Se pueden realizar técnicas en el aire, tales como rollos de alerones y de inclinación a lo largo del eje de balanceo en las curvas más estricta.
All-Star cuentan con nuevas habilidades e ítems en comparación del título anterior, pero ya no se obtiene a través de cajas de artículos. En su lugar, los jugadores tendrán que llenar poco a poco un "All-Star Meter" por la realización de trucos o recogiendo las estrellas esparcidas por los campos, cuando el medidor esté lleno, los jugadores podrán usar su All-Star Move siempre que lo deseen. Los jugadores que están más atrás en la carrera llenarán su medidor All-Star más rápido que los de delante. Además, a diferencia de su predecesor, el All-Star Moves ahora se puede utilizar en el modo multijugador en línea.
El juego contará con un nuevo modo de un solo jugador de aventura, donde los jugadores pueden desbloquear nuevos personajes. Los vehículos también pueden ser actualizados con trajes y modificaciones con experiencia ganada mediante la construcción de Meters of All Stars. El juego contará con 16 nuevas canciones inspiradas en juegos como Super Monkey Ball, Panzer Dragoon, Golden Axe y After Burner, así como a cuatro niveles, desde el primer nivel. El juego también contará con el modo multijugador en línea en todas las versiones. La versión de Wii U contará con minijuegos únicos que tendrán que ser utilizados con el Wii U GamePad.

## Personajes
| Personajes           | Primera aparición                   |
| -------------------- | ----------------------------------- |
| Sonic the Hedgehog   | Sonic the Hedgehog                  |
| Miles "Tails" Prower | Sonic the Hedgehog 2                |
| Knuckles the Echidna | Sonic the Hedgehog 3                |
| Amy Rose             | Sonic the Hedgehog CD               |
| Doctor Eggman        | Sonic the Hedgehog                  |
| Shadow the Hedgehog  | Sonic Adventure 2                   |
| AiAi                 | Super Monkey Ball                   |
| Mee Mee              | Super Monkey Ball                   |
| Ulala                | Space Channel 5                     |
| Pudding              | Space Channel 5                     |
| Amigo                | Samba de Amigo                      |
| Beat                 | Jet Set Radio                       |
| Gum                  | Jet Set Radio                       |
| B.D. Joe             | Crazy Taxi                          |
| Gilius Thunderhead   | Golden Axe                          |
| Vyse                 | Skies of Arcadia                    |
| Joe Musashi          | Shinobi                             |
| Nights               | Nights into Dreams...               |
| Reala                | Nights into Dreams...               |
| AGES                 | Sonic & All Star Racing Transformed |
| Danica Patrick       | Stewart-Haas Racing                 |
| Ralph                | Wreck-It Ralph                      |
| Metal Sonic          | Sonic the Hedgehog CD               |
| Alex Kidd            | Alex Kidd                           |
| Ryo Hazuki           | Shenmue                             |
| Mii                  | Wii                                 |
| Avatar               | The New Xbox Experience             |
| Football Manager     | Football Manager                    |
| Shogun               | Shogun: Total War                   |
| Team Fortress        | Team Fortress 2                     |
| General Winter       | Company of Heroes 2                 |
| Willemus             | Total War                           |

1. 1 2  Nights y Reala aparecen como vehículos, que son pilotados por un Nightopian y un Nightmaren respectivamente.
2. ↑  AGES es una Visual Memory Unit cuyo vehículo alterna entre un Hornet, un controlador de Dreamcast y un F-14 Tomcat.
3. ↑  DLC (exclusivo de la Bonus Edition en consolas)
4. ↑  Desbloqueado tras el 25 de diciembre de 2012.
5. ↑  DLC
6. ↑  Exclusivo de las versiones para Wii U y Nintendo 3DS.
7. ↑  Exclusivo de la versión para Xbox 360.
8. 1 2 3 4 5  Exclusivo de la versión para PC.
9. ↑  Los modos automóvil, barco y avión de Team Fortress son conducidos por un Pyro, Heavy y Spy respectivamente.
10. ↑  Desbloqueado tras el 4 de julio de 2013.